# Slaughter
Slaughter é uma banda de hard rock formada em Las Vegas, Nevada, pelo vocalista e guitarrista Mark Slaughter e pelo baixista Dana Strum.
A banda alcançou grande popularidade em 1990, com seu primeiro álbum, Stick It to Ya, que contém alguns sucessos como "Up All Night", "Spend My Life", "Mad About You", e a balada "Fly to the Angels". Em 1992, lançou o álbum The Wild Life, cujas músicas de maior expressão foram "Days Gone By" e "Real Love". A banda lançaria posteriormente mais três álbuns: "“Fear no Evil” (1995), "Revolution (1997) e "Back to Reality" (1999).

## Tragédia
O Slaughter perdeu seu guitarrista, Tim Kelly, em um trágico acidente de automóvel, ocorrido em 5 de fevereiro de 1998 

## Integrantes

### Formação atual
- Mark Slaughter – vocais, guitarra rítmica, teclado (1988–presente)
- Jeff Blando – guitarra solo, backing vocals (1998–presente)
- Dana Strum – baixo, backing vocals (1988–presente)
- Blas Elias – bateria, backing vocals (1988–presente)

### Ex-membros
- Tim Kelly - guitarra solo, backing vocals (1988–1998)

### Membros temporários em turnês
- Timothy DiDuro – bateria (2004–2011)
- Dave Marshall – guitarra solo, backing vocals (1995, 1998)
- Bobby Rock – bateria (2003–2004)
- Zoltan Chaney – bateria (2011–presente)

## Discografia

### Álbuns de estúdio
- Stick It To Ya - 1990
- The Wild Life - 1992
- Fear No Evil - 1995
- Revolution - 1997
- Back to Reality - 1999

### Álbuns ao vivo
- Stick It Live - 1990
- Eternal Live - 1998

### Coletâneas
- Mass Slaughter: The Best of Slaughter (1995)